# Denise Albert
Denise Albert, née Descoins le 20 novembre 1922 dans le 13e arrondissement de Paris et morte le 24 avril 2016 à Livry-Gargan en Seine-Saint-Denis, est une militante communiste dès l’adolescence. Figure sevranaise de la Résistance française pendant la Seconde Guerre mondiale, elle sera décorée pour ses actions.

## Biographie

### Jeunesse dans la Résistance
Denise Albert est née en 1922 dans le 13e arrondissement de Paris ; sa famille déménage à Sevran l'année suivante. Elle fait partie d'une famille de résistants communistes. Engagée, à l'instar de son oncle Jean Hemmen, dans le militantisme communiste aux côtés de Lucien Sportisse et Gaston Bussière, elle devient dès l'âge de 16 ans secrétaire de l'Union des jeunes filles de France de Sevran. 
Dès le début de l'occupation allemande, elle est agent de liaison et met en relation différents réseaux communistes français. Ce travail lui vaut de poursuivre la lutte déjà engagée au sein du Front populaire. Elle côtoie les figures les plus connues de l'histoire du Parti communiste français, telles que le colonel Rol-Tanguy, Roger Le Maner, ou encore Auguste Crétier, fils d'André Crétier — elle considère ces trois résistants comme ses mentors. 
En octobre 1942, avec l'aide d'autres résistants, elle apporte de la soupe en cachette à un groupe de juifs internés à l'école Victor-Hugo de Sevran. 
Denise Albert est responsable du triangle « Organisation à Sevran » (OS) contre Edouard Daladier et Pierre Laval en 1942 — son nom de code est alors Aloa. Elle assure les premiers contacts avec le Front National et termine le combat en 1944 comme agent de liaison des FTP.
Après la Libération, elle travaille pour EDF récemment nationalisée, où elle exerce également une responsabilité à la CGT. Son engagement syndical au sein de la CGT montre une continuité dans le militantisme.

### L'après-guerre
En 1978, âgée de 56 ans, Denise Albert prend sa retraite et quitte EDF. Elle poursuit alors le travail de mémoire de la Résistance française : elle sensibilise les jeunes écoliers sevranais, notamment lors d'ateliers historiques. Elle œuvre à l'Association Nationale des Anciens Combattants de la Résistance.
Le 19 septembre 2015, elle est présente à l'inauguration du nouveau groupe scolaire qui porte son nom, à Sevran. 
Elle meurt le 24 avril 2016 à Livry-Gargan à l'âge de 93 ans. Son corps est déplacé du funérarium de Montfermeil au cimetière de Sevran, où elle repose près de ses anciens compagnons d'armes.

## Récompenses et titres
Denise Albert est maintes fois décorée, notamment pour son rôle de résistante. Elle a reçu l'insigne des Forces françaises de l'intérieur, la croix de Lorraine du Conseil national de la Résistance, l'insigne de la Commission militaire ainsi la médaille de la ville de Sevran.